# Estudio trascendental n.º 1
El Estudio trascendental n.º 1, "Preludio", en do mayor, es un estudio para piano compuesto por Franz Liszt. Es el primero de los doce estudios que componen los Études d'exécution transcendante. Es una pieza muy breve que debe sonar como una improvisación y que puede llegar a durar menos de un minuto si se toca con una velocidad de concierto.

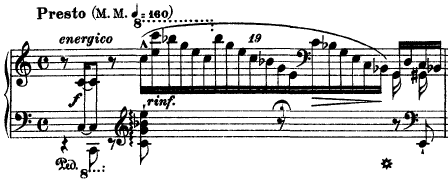
Fragmento de la partitura.

## Forma
La pieza comienza con varias notas do en octavas, seguidas inmediatamente por una rápida escala descendente formada a partir del acorde arpegiado de do con séptima menor(do-mi-sol-si bemol). Después, un conjunto de notas impetuosas ascienden lentamente para volver de nuevo a los do en octavas y a la escala descendente. También se vuelve a esa serie de notas que van ascendiendo, esta vez más agudo aún, y le sigue otro nuevo conjunto de acordes que estallan en este fortissimo (fff). 
Después, la mano izquierda toca algunos graves y sonoros trinos en sucesión. Tras este periodo, la mano derecha se ocupa tocando algunas notas arpegiadas de manera intensa para concluir la pieza con un acorde final.

## Publicaciones y fuentes
- 12 Études Op. 1 (primera versión), Editio Musica Budapest, 1952.
- Études d'exécution transcendante in Etüden I, Editio Musica Budapest, 1970.
- Études d'exécution transcendante, G. Henle Verlag, 2004.
- Études d'exécution transcendante, Wiener Urtext Edition, 2005.
- Prefacio a la edición de G. Henle Verlag de los Études d'exécution transcendante, 2004, por Mária Eckhardt.
- Guide de la musique de piano et de clavecin, bajo la dirección de François-René Tranchefort, Fayard, 1995.